# FlyOne
FLYONE este o companie aeriană privata low-cost cu sediul în Chișinău, Republica Moldova. FLYONE operează zboruri regulate și charter din baza sa de la Aeroportul Internațional Chișinău.

## Istorie
Compania aeriană a primit certificatul de operator aerian la sfârșitul lunii martie 2016  și a operat primele zboruri regulate de pasageri în iunie 2016.

## Destinații
FLYONE zboară către următoarele destinații:
Grecia
- Heraklion - Heraklion International Airport (charter)

Irlanda
- Dublin - Aeroportul Dublin

Italia
- Aeroportul Parma - Giuseppe Verdi
- Verona - Verona Aeroportul Villafranca
- Bologna - Aeroporto Marconi (BLQ)

Moldova
- Chișinău - Aeroportul Internațional Chișinău (base)

Portugalia
- Lisabona - Lisabona Aeroportul Humberto Delgado (sezonier)

Rusia
- Moscova - Aeroportul Internațional Vnukovo [6]
- Sankt Petersburg - Aeroportul Pulkovo

Turcia
- Antalya - Aeroportul Antalya (charter)
- Istanbul - Istanbul Airport

Regatul Unit al Marii Britanii
- Londra - London Luton Airport  [7]

Franța
- Paris - Paris Charles de Gaulle Airport

Germania
- Frankfurt - Frankfurt-Hahn Airport

Israel
- Tel Aviv - Ben Gurion Airport

Muntenegru
- Tivat - Tivat Airport (charter)

Egipt
- Sharm el Sheikh - Sharm el Sheikh Airport (charter)

- Hurghada - Hurghada Airport (charter)

- Marsa Alam - Marsa Alam Airport (charter)

## Flota

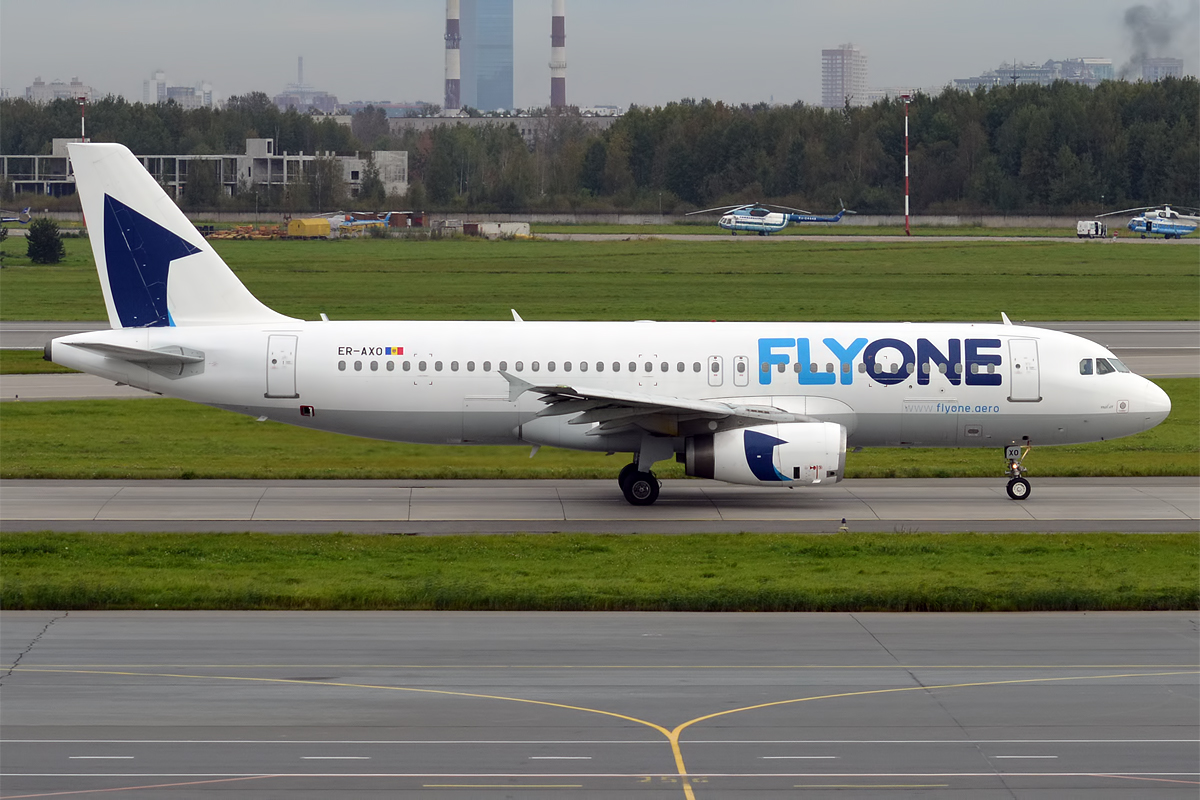
FLYONE Airbus A320 la Aeroportul Pulkovo

Începând cu luna iulie 2021, flota FLYONE include următoarele aeronave:
| avioane         | În funcțiune | Comenzi | pasagerii | notițe |
| --------------- | ------------ | ------- | --------- | ------ |
| Airbus A319-100 | 1            | —       | 144       |        |
| Airbus A320-200 | 4            | —       | 180       |        |
| Total           | 5            | —       |           |        |